# Burai Fighter
Burai Fighter (Burai Fighter Deluxe sur Game Boy) est un shoot 'em up à défilement développé et édité par Taxan en 1990 sur NES et sur Game Boy,. KID développe une adaptation du jeu, intitulée Space Marauder (Burai Fighter Color au Japon) et éditée par Agetec sur Game Boy Color en août 2000,.

## Système de jeu
Burai Fighter est un shoot'em up à scrolling horizontal, vertical et même diagonal, souvent comparé à Forgotten Worlds,.